# Voltes del carrer Ample, 24
Les Voltes del carrer Ample, 24 és una obra gòtica de Blanes (Selva) protegida com a Bé Cultural d'Interès Local.

## Descripció
Conjunt de tres voltes de pedra integrades a l'actual estructura urbana. Dues estan a la planta baixa de dos habitatges, a principis del segle XXI comerços, i una d'elles està incompleta i restaurada. La tercera forma part d'un carrer, enllaça les cases per sobre del carrer d'en Gibert i continua amb un pòrtic. Aquesta última, que només és una arcada de dovelles de pedra, està coronada per una fornícula construïda, dedicada als sants locals Bonós i Maximià, que inclou dos palmons pintats, un fanal, la nomenclatura dels sants i una data. La fornícula és foradada i té forma de volta de canó.
Al número 24 del carrer Ample es conserva la volumetria actual de planta baixa i dos pisos.
Es permet una remunta d'una planta, alineada respecte de la façana actual cap al carrer Ample. Es permet l'obertura de nous vanos a la façana cap al carrer Ample sempre que coincideixin en alineació i proporcions amb els existents a la façana catalogada.
Conservació total de l'arc portical de la planta baixa cap al carrer Ample.

## Història
Es tracta de la resta de les antigues voltes i porxos medievals del carrer Ample.
Pel que fa a la fornícula, sembla que fou restaurada el 1953, com s'indica sobre de l'arcada decorativa que emmarca els dos sants. D'altra banda, en comparació amb la documentació gràfica de la fitxa dedicada al Pòrtic d'en Gibert del COAC es veu que, al menys el 1987, la cartela amb el nom dels sants era en castellà.